# Evelyn Venable
Evelyn Venable (Cincinnati, 18 ottobre 1913 – Coeur d'Alene, 15 novembre 1993) è stata un'attrice statunitense.

## Biografia
Figlia d'insegnanti, frequentava l'Università di Cincinnati quando morì sua madre e la famiglia si ritrovò in ristrettezze economiche. Nel 1932 accettò un impegno nella compagnia teatrale diretta da Walter Hampden, con cui andò in tournée fino ad approdare a Broadway. Mentre interpretava Ofelia al Biltmore Theater di Los Angeles, le fu offerto un contratto cinematografico dalla Paramount, ed esordì nel 1933 con Il canto della culla di Mitchell Leisen. 
Seguì una breve carriera decennale con una ventina di film concentrati soprattutto negli anni trenta, nei quali l'attrice ottenne spesso ruoli da protagonista, come La morte in vacanza (1934), con Fredric March, Il piccolo colonnello (1935), con Shirley Temple, e North of Nome (1936), con Jack Holt. Prestò inoltre la voce alla Fata Turchina nel film della Disney Pinocchio (1940). 
Nel dicembre del 1934 sposò il direttore della fotografia Hal Mohr, conosciuto sul set del film David Harum. Vissero insieme fino alla morte di lui, avvenuta nel 1974, ed ebbero due figlie, Dolores (1935) e Rosalia (1937). Lasciato il cinema nel 1943, si dedicò all'educazione delle figlie e nel 1957 s'iscrisse all'Università della California dove si laureò in lettere. Divenuta membro di facoltà, insegnò greco e latino e organizzò la produzione di tragedie greche all'interno del dipartimento di lettere classiche. 
Morì di cancro nel 1993 a 80 anni. Fu cremata e le sue ceneri furono disperse.

## Riconoscimenti
Per la sua carriera da attrice ricevette una stella sulla Hollywood Walk of Fame al 1500 di Vine Street.

## Filmografia

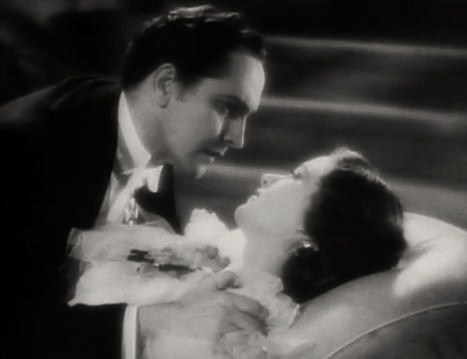
Con Fredric March in La morte in vacanza

- Il canto della culla (Cradle Song), regia di Mitchell Leisen (1933)
- David Harum, regia di James Cruze (1934)
- La morte in vacanza (Death Takes a Holiday), regia di Mitchell Leisen (1934)
- La porta segreta (Double Door), regia di Charles Vidor (1934)
- Mrs. Wiggs of the Cabbage Patch, regia di Norman Taurog (1934)
- The County Chairman, regia di John G. Blystone (1935)
- Il piccolo colonnello (The Little Colonel), regia di David Butler (1935)
- Signora vagabonda (Vagabond Lady), regia di Sam Taylor (1935)
- Primo amore (Alice Adams), regia di George Stevens (1935)
- Il sentiero della melodia (Harmony Lane), regia di Joseph Santley (1935)
- Espresso aerodinamico (Streamline Express), regia di Leonard Fields (1935)
- Star for a Night, regia di Lewis Seiler (1936)
- North of Nome, regia di William Nigh (1936)
- Happy Go Lucky
- Racketeers in Exile, regia di Erle C. Kenton (1937)
- My Old Kentucky Home, regia di Lambert Hillyer (1938)
- Hollywood Stadium Mystery, regia di David Howard (1938)
- Female Fugitive, regia di William Nigh (1938)
- The Headleys at Home , regia di Chris Beute (1938)
- I fuorilegge della frontiera (The Frontiersmen), regia di Lesley Selander (1938)
- Heritage of the Desert
- Pinocchio, regia di Hamilton Luske, Ben Sharpsteen, Bill Roberts, Norman Ferguson, Jack Kinney, Wilfred Jackson e T. Hee (1940) - voce
- Lucky Cisco Kid, regia di H. Bruce Humberstone (1940)
- He Hired the Boss , regia di Thomas Z. Loring (1943)
- Uncivil War Birds
- Fright Night, regia di Edward Bernds (1947)

## Doppiatrici italiane
- Serena Verdirosi in Primo amore (ridoppiaggio)

Da doppiatrice è sostituita da:
- Lydia Simoneschi in Pinocchio